# Vincenzo Mezzogiorno
Vincenzo Mezzogiorno (San Sebastiano al Vesuvio, 12 de mayo de 1926 - Nápoles, 14 de agosto de 2001) fue un médico, docente universitario y político italiano.

## Biografía
Era el hermano mayor del actor Vittorio Mezzogiorno. Anatomopatólogo y docente universitario, fue director del Museo Anatómico de la Segunda Universidad de Nápoles.
Fue diputado de la República Italiana durante la VII legislatura (1976-1979) en el grupo parlamentario de la Democracia Cristiana, siendo miembro de la VIII Comisión (Educación y Bellas Artes).